# Saint Joan (película de 1957)
Saint Joan (también llamada Bernard Shaw's Saint Joan), es una película dramática histórica de 1957 adaptada de la obra de 1923 de George Bernard Shaw del mismo título sobre la vida de Juana de Arco. El guion reestructurado de Graham Greene, dirigido por Otto Preminger, comienza con la última escena de la obra, que luego se convierte en el trampolín para un largo flashback, del cual se cuenta la historia principal. Al final del flashback, la película regresa a la escena final de la obra, que continúa hasta el final.
Este fue el debut cinematográfico de la actriz Jean Seberg, quien ganó una búsqueda de talento realizada por Preminger que, según los informes, evaluó a más de 18,000 mujeres jóvenes para el papel.

## Trama
En 1456, Carlos VII (Richard Widmark) experimenta sueños en los que es visitado por Juana de Arco (Jean Seberg), la excomandante de su ejército, quemada en la hoguera como una hereje veinticinco años antes. En el sueño, le dice a Juana que su caso fue revisado y su sentencia anulada. Él recuerda cómo ella entró en su vida como una simple campesina de diecisiete años; cómo escuchó las voces de las santas Catalina y Margarita diciéndole que lideraría al ejército francés contra los ingleses en el asedio de Orléans y sería responsable de que el Delfín fuera coronado rey en la catedral de Reims. Cuando Juana llega al palacio del delfín en Chinon, descubre que él es un debilucho infantil sin interés en pelear. Después de ser probada por los miembros de la corte, quienes concluyen que está enojada, Juana imbuye al delfín con su creencia y fervor y él le da el mando del ejército.
Poco después, Juana es testigo de la coronación de Carlos. Aunque sus triunfos militares la han hecho popular entre las masas, sus voces, creencias, autoconfianza y poderes sobrenaturales aparentes le han creado temibles enemigos entre los altos poderes. Carlos, que no tiene más uso para sus servicios, espera que regrese a la granja de su padre. Cuando Juana desafía a Carlos a retomar París de los ingleses, él le dice que preferiría firmar un tratado antes que pelear. Todos rechazan la súplica de Juana para marchar sobre París, y el arzobispo le advierte que si ella desafía a sus directores espirituales, la iglesia la repudiará. Sin embargo, Juana confía en Dios y hace un llamamiento a la gente común para que marche a París. Es capturada y entregada a los ingleses. Para asegurar que Juana nunca más se convierta en una amenaza para Inglaterra, el comandante inglés la entrega a la Iglesia Católica para ser juzgada por herejía. Juana pasa cuatro meses en una celda y el Inquisidor la visita con frecuencia (Felix Aylmer). Los ingleses se impacientan con la demora en su enjuiciamiento y presionan para que comience el juicio. Juana mantiene su fe, como siempre, y se niega a negar que la Iglesia sea más sabia que ella o sus voces.
En un momento de pánico cuando se entera de que la van a quemar en la hoguera, y desgastada por las constantes presiones aplicadas por el inquisidor, Juana firma un documento de retractación en el que confiesa que fingió escuchar revelaciones de Dios y los santos, en la creencia de que esto dará como resultado su libertad para volver a su vida de campesina. Cuando se entera de que la sentencia de la Inquisición es su encarcelamiento perpetuo y solitario, Juana destruye el documento, negándose a enfrentar una vida lejos de la naturaleza, la vida que abrió su espíritu para escuchar a Dios y a los santos. Ella ahora cree que Dios quiere que ella venga a Él a través de la terrible experiencia de ser quemada en la hoguera. Después de que Juana es excomulgada, el comandante inglés, cansado de los rituales interminables y dilatorios de la Iglesia, decide que puede ser ejecutada mucho antes de que el Vaticano se entere, y así ordena a sus soldados que la arrastren a la plaza para quemarla. El Inquisidor decide mirar hacia otro lado y dejar que los ingleses la quemen. Aquellos que presencian la muerte de Juana se ven afectados por el remordimiento. El sueño del Rey continúa mientras él y Juana son visitados por otras figuras importantes de su vida. Cada vez más cansado de todos los espíritus visitantes, Carlos le dice a Juana que él ha soñado con ella lo suficiente y regresa a su cama y su turbado sueño.

## Elenco
- Richard Widmark como El Delfín, más tarde Carlos VII.
- Jean Seberg como Santa Juana de Arco.
- Richard Todd como Dunois, bastardo de Orleans.
- Anton Walbrook como Peter Cauchon, obispo de Beauvais.
- John Gielgud como Richard de Beauchamp, conde de Warwick.
- Felix Aylmer como inquisidor.
- Archie Duncan como Robert de Baudricourt.
- Harry Andrews como John de Stogumber.
- Margot Grahame como Duquesa de la Tremouille.
- Barry Jones como De Courcelles.
- Francis De Wolff como Georges de la Trémoille.
- Finlay Currie como Arzobispo de Rheims.
- Victor Maddern como soldado inglés.
- Bernard Miles como Maestro Ejecutor.
- David Oxley como Gilles de Rais ("Barba Azul").
- Patrick Barr como Capitán La Hire.

## Reacción de la crítica
Varias reseñas, incluidas dos en The Times, señalaron que la condensación de Greene de la obra resultó en

"algunas omisiones, interpolaciones y adiciones extrañas" y que "el resultado es un cierto desorden y confusión en la primera mitad de la película en lugar de la lenta y cuidadosa preparación de Shaw".

Otros críticos se quejaron de que un epílogo que escribió Shaw se usó como prólogo y escena recurrente a lo largo de la película. La película estrenada carece de prefacio o introducción histórica. La película no menciona que Juana fue beatificada por la Iglesia Católica en 1909 y canonizada en 1920, a diferencia de la obra de Shaw, donde un "Caballero" aparece en la última escena y anuncia que Juana ha sido canonizada "en la basílica Vaticana, el decimosexto día de mayo de mil novecientos veinte"). Sin embargo, tanto en la obra de teatro como en la película, la última línea de Juana es "Oh Dios que hiciste esta hermosa tierra, ¿cuándo estará lista para recibir a Tus santos? ¿Hasta cuándo, oh Señor, hasta cuándo?"
Stanley Kauffmann llamó a Saint Joan un desastre.
Tras el estreno de la película, la interpretación de Jean Seberg como Joan fue criticada profundamente, y Preminger fue fuertemente criticado por elegir a una desconocida sin experiencia en un papel que la requería actuar con actores veteranos como John Gielgud, Anton Walbrook, Felix Aylmer y otros.

## Inexactitudes históricas
La película está llena de anacronismos históricos. En la escena final, por ejemplo, los ingleses se refieren con mucha precisión a la infalibilidad papal, una doctrina que no se definiría con precisión hasta 1869. También Gielgud corrige al obispo francés, definiendo al tribunal legal francés como un " tribunal católico", como si fuera lo opuesto a un "tribunal protestante" inglés (86 años antes de que Martín Lutero proclamara el protestantismo). Durante y después de la coronación de Carlos, la música coral, y más tarde la música de órgano, es al estilo de Handel y Bach, que vivieron y trabajaron a principios del siglo XVIII. Rodada en inglés, parte del vocabulario es inusual; por ejemplo, es dudoso que el término "cowboy" (vaquero) estuviera en uso en la Francia de 1400. La palabra "slut" (una palabra vulgar para referirse a una mujer promiscua o tratarla de puta, equivalente al español "zorra") estaba en uso en el 1400, pero significaba una mujer sucia y desordenada, o posiblemente polvo del piso. La frase "Dios está del lado de los grandes batallones", citada en la película, fue dicha por primera vez por Napoleón Bonaparte, cuatro siglos después de Juana.